# Liste der Einträge im National Register of Historic Places im Fond du Lac County

Lage des Fond du Lac County in Wisconsin

Die Liste der Einträge im National Register of Historic Places im Fond du Lac County in Wisconsin führt alle Bauwerke und historischen Stätten im Fond du Lac County auf, die in das National Register of Historic Places aufgenommen wurden.

## Legende
| NRHP | Historic Place                      |
| HD   | Historic District                   |
| NHLD | National Historic Landmark District |

## Aktuelle Einträge
| [ 2 ] | Name                                                    | Bild                                                    | Eintragsdatum        | Lage | Ort                | Beschreibung                                                                                 |
| ----- | ------------------------------------------------------- | ------------------------------------------------------- | -------------------- | --- | ------------------ | -------------------------------------------------------------------------------------------- |
| 1     | Aetna Station No. 5                                     | Aetna Station No. 5                                     | 1976 ID-Nr. 76000059 | 193 North Main Street 43° 47′ 3″ N, 88° 26′ 46″ W | Fond du Lac        |                                                                                              |
| 2     | Baptist Church                                          | Baptist Church                                          | 2007 ID-Nr. 07000237 | 133 East Fond Du Lac Street 43° 50′ 39″ N, 88° 50′ 15″ W | Ripon              | 1857 errichtete Baptistenkirche                                                              |
| 3     | Brandon Village Hall and Library                        | Brandon Village Hall and Library                        | 2008 ID-Nr. 07001388 | 117 East Main Street 43° 44′ 6″ N, 88° 46′ 57″ W | Brandon            | 1894 errichtetes Rathaus und Bibliothek; heute Museum                                        |
| 4     | Ceresco Site                                            | Ceresco Site                                            | 1975 ID-Nr. 75000064 | Abgegrenzt durch North Street, Church Street, Union Street und beide Seiten der Warren Street 43° 50′ 55″ N, 88° 51′ 7″ W | Ripon              |                                                                                              |
| 5     | Chicago and Northwestern Railroad Depot                 | Chicago and Northwestern Railroad Depot                 | 1990 ID-Nr. 90001232 | 182 Forest Avenue 43° 46′ 34″ N, 88° 27′ 13″ W | Fond du Lac        | 1891 errichtetes Bahnhofsgebäude der Chicago and North Western Railway                       |
| 6     | Club Harbor                                             | Club Harbor                                             | 1980 ID-Nr. 80000135 | WIS 151 Ecke County Highway W 43° 54′ 51″ N, 88° 18′ 50″ W | Pipe               |                                                                                              |
| 7     | William I Cole House                                    | William I Cole House                                    | 2002 ID-Nr. 02000283 | 303 Gillett Street 43° 46′ 41″ N, 88° 26′ 9″ W | Fond du Lac        |                                                                                              |
| 8     | George and Mary Agnes Dana House                        | George and Mary Agnes Dana House                        | 2002 ID-Nr. 02000148 | 136 Sheboygan Street 43° 46′ 46″ N, 88° 26′ 28″ W | Fond du Lac        |                                                                                              |
| 9     | East Division Street-Sheboygan Street Historic District | East Division Street-Sheboygan Street Historic District | 2010 ID-Nr. 10000169 | East Division Street zwischen Oaklawn Avenue und Amory Street sowie Sheboygan Street zwischen Everett Street und North Main Street 43° 46′ 43,7″ N, 88° 26′ 16″ W                                                                    | Fond du Lac        | Wohngebiet mit zwischen 1852 und 1933 errichteten Häuserny                                   |
| 10    | Rudolph and Louise Ebert House                          | Rudolph and Louise Ebert House                          | 2002 ID-Nr. 02000327 | 199 East Division Street 43° 46′ 52″ N, 88° 26′ 21″ W | Fond du Lac        |                                                                                              |
| 11    | El Dorado Apartments                                    | El Dorado Apartments                                    | 1992 ID-Nr. 91001979 | 130 Forest Avenue 43° 46′ 37″ N, 88° 27′ 7″ W | Fond du Lac        | 1921 im neoklassizistischen Stil errichtetes Apartmenthaus                                   |
| 12    | End of the Trail                                        | End of the Trail                                        | 1980 ID-Nr. 80000136 | Madison Street (Shaler Park) 43° 38′ 17″ N, 88° 43′ 50″ W | Waupun             | Skulptur End of the Trail                                                                    |
| 13    | First Baptist Church of Fond du Lac                     | First Baptist Church of Fond du Lac                     | 1986 ID-Nr. 86003522 | 90 South Macy Street 43° 46′ 35″ N, 88° 26′ 53″ W | Fond du Lac        | 1907 im neugotischen Stil errichtete Kirche                                                  |
| 14    | First Congregational Church                             | First Congregational Church                             | 1979 ID-Nr. 79000077 | 220 Ransom Street 43° 50′ 42″ N, 88° 50′ 26″ W | Ripon              | 1868 im neuromanischen Stil errichtete Kirche                                                |
| 15    | Edwin H. Galloway House                                 | Edwin H. Galloway House                                 | 1976 ID-Nr. 76000060 | 336 East Pioneer Road 43° 45′ 17″ N, 88° 26′ 7″ W | Fond du Lac        |                                                                                              |
| 16    | John Scott Horner House                                 | John Scott Horner House                                 | 1984 ID-Nr. 84003672 | 336 Scott Street 43° 50′ 44″ N, 88° 50′ 1″ W | Ripon              |                                                                                              |
| 17    | Hotel Calumet                                           | Hotel Calumet                                           | 1992 ID-Nr. 92000111 | 170 Forest Avenue 43° 46′ 37″ N, 88° 27′ 11″ W | Fond du Lac        |                                                                                              |
| 18    | Hotel Retlaw                                            | Hotel Retlaw                                            | 1984 ID-Nr. 84003673 | 15 East Division Street 43° 46′ 46″ N, 88° 26′ 2″ W | Fond du Lac        |                                                                                              |
| 19    | Kendall-Blankenburg House                               | Kendall-Blankenburg House                               | 2002 ID-Nr. 02000381 | 14 6th Street 43° 46′ 27″ N, 88° 26′ 43″ W | Fond du Lac        |                                                                                              |
| 20    | Linden Street Historic District                         | Linden Street Historic District                         | 2002 ID-Nr. 02000418 | 253-295 und 274-304 Linden Street 43° 46′ 22″ N, 88° 26′ 54″ W | Fond du Lac        |                                                                                              |
| 21    | Little White Schoolhouse                                | Little White Schoolhouse                                | 1973 ID-Nr. 73000079 | Blackburn Street Ecke Blossom Street 43° 50′ 38″ N, 88° 50′ 11″ W | Ripon              | Ehemaliges Schulhaus, in dem 1854 die Republikanische Partei gegründet wurde                 |
| 22    | Longfellow School                                       | Longfellow School                                       | 1997 ID-Nr. 97000325 | 221 Spaulding Avenue 43° 50′ 53″ N, 88° 50′ 0″ W | Ripon              |                                                                                              |
| 23    | Moose Temple                                            | Moose Temple                                            | 1993 ID-Nr. 93000340 | 17-23 Forest Avenue 43° 46′ 39″ N, 88° 26′ 51″ W | Fond du Lac        |                                                                                              |
| 24    | North Main Street Historic District                     | North Main Street Historic District                     | 2002 ID-Nr. 02000149 | Main Street zwischen Merrill Street und Sheboygan Street 43° 46′ 53″ N, 88° 26′ 49″ W | Fond du Lac        |                                                                                              |
| 25    | Octagon House                                           | Octagon House                                           | 1972 ID-Nr. 72000051 | 276 Linden Street 43° 46′ 16″ N, 88° 26′ 54″ W | Fond du Lac        | 1856 errichtetes achteckiges Haus                                                            |
| 26    | Marcellus Pedrick House                                 | Marcellus Pedrick House                                 | 1976 ID-Nr. 76000061 | 515 Ransom Avenue 43° 50′ 27″ N, 88° 50′ 23″ W | Ripon              | 1856 im Italianate-Stil errichtetes Wohnhaus                                                 |
| 27    | Pipe Site                                               | Pipe Site                                               | 1978 ID-Nr. 78000095 | Adresse nicht veröffentlicht | Pipe               |                                                                                              |
| 28    | Raube Road Site                                         | Raube Road Site                                         | 1992 ID-Nr. 92000589 | Adresse nicht veröffentlicht 43° 43′ 49″ N, 88° 43′ 53″ W | Town of Springvale | Teil der alten Militärstraße von Fort Howard bei Green Bay nach Fort Crawford am Mississippi |
| 29    | The Recording Angel                                     | The Recording Angel                                     | 1974 ID-Nr. 74000088 | Forest Mound Cemetery, North Madison Street 43° 38′ 20″ N, 88° 44′ 1″ W | Waupun             | Skulptur von Lorado Taft                                                                     |
| 30    | Ripon College Historic District                         | Ripon College Historic District                         | 1995 ID-Nr. 95000679 | Seward Street Ecke Elm Street 43° 50′ 39″ N, 88° 50′ 34″ W | Ripon              |                                                                                              |
| 31    | Saint John Evangelical Lutheran Church                  | Saint John Evangelical Lutheran Church                  | 1986 ID-Nr. 86000794 | 670 County Highway S 43° 33′ 52″ N, 88° 10′ 59″ W | New Fane           | 1870 im neugotischen Stil errichtete Kirche                                                  |
| 32    | Sisson's Peony Gardens                                  | Sisson's Peony Gardens                                  | 2006 ID-Nr. 06001193 | 207 North Main Street 43° 48′ 33″ N, 88° 40′ 32″ W | Rosendale          | Von 1928 bis 1930 errichteter Garten                                                         |
| 33    | South Main Street Historic District                     | South Main Street Historic District                     | 1993 ID-Nr. 93000160 | 71-213 South Main Street 43° 46′ 32″ N, 88° 26′ 48″ W | Fond du Lac        |                                                                                              |
| 34    | Southwest Historic District                             | Southwest Historic District                             | 2004 ID-Nr. 04000653 | 115 Belleville Street sowie Teile der Grove Street, Lincoln Street, Newbury Street, Oak Street, Ransom Street, West Sullivan Street, Thorne Street, Watertown Street, Watson Street und Woodside Street 43° 50′ 19″ N, 88° 50′ 28″ W | Ripon              |                                                                                              |
| 35    | St. John the Baptist Catholic Church                    | St. John the Baptist Catholic Church                    | 1980 ID-Nr. 80000137 | Abseits des County Highway Q 43° 52′ 36″ N, 88° 17′ 26″ W | Johnsburg          | 1857 im neuromanischen Stil errichtete katholische Kirche                                    |
| 36    | St. Matthias Mission                                    | St. Matthias Mission                                    | 1988 ID-Nr. 88001838 | 1081 County Highway S 43° 34′ 44″ N, 88° 10′ 29″ W | New Fane           | 1861 errichtete Kirche                                                                       |
| 37    | St. Peter's Episcopal Church                            | St. Peter's Episcopal Church                            | 1974 ID-Nr. 74000089 | 217 Houston Street 43° 50′ 39″ N, 88° 50′ 3″ W | Ripon              | 1860 im Stil der Carpenter Gothic errichtete Kirche                                          |
| 38    | Montgomery and Nancy Tallmadge House                    | Montgomery and Nancy Tallmadge House                    | 2002 ID-Nr. 02000382 | 225 Sheboygan Street 43° 46′ 47″ N, 88° 26′ 18″ W | Fond du Lac        |                                                                                              |
| 39    | Tygert Street Historic District                         | Tygert Street Historic District                         | 2011 ID-Nr. 11000020 | Tygert Street und Spaulding Avenue zwischen Scott Street und East Lane Street 43° 50′ 51″ N, 88° 50′ 4″ W | Ripon              |                                                                                              |
| 40    | Wallace-Jagdfeld Octagon House                          | Wallace-Jagdfeld Octagon House                          | 2002 ID-Nr. 02000416 | 171 Forest Avenue 43° 46′ 44″ N, 88° 27′ 13″ W | Fond du Lac        | 1860 errichtetes achteckiges Haus                                                            |
| 41    | Watson Street Commercial Historic District              | Watson Street Commercial Historic District              | 1991 ID-Nr. 91001396 | Watson Street zwischen Seward Street und Jackson Street sowie Jackson Street und Scott Street zwischen Watson und Blackburn Street 43° 50′ 41″ N, 88° 50′ 18″ W                                                                      | Ripon              |                                                                                              |
| 42    | Waupun Post Office                                      | Waupun Post Office                                      | 2000 ID-Nr. 00001262 | 400 East Franklin Street 43° 38′ 4″ N, 88° 43′ 46″ W | Waupun             |                                                                                              |
| 43    | Jacob Woodruff House                                    | Jacob Woodruff House                                    | 1974 ID-Nr. 74000090 | 610 Liberty Street 43° 50′ 52″ N, 88° 50′ 49″ W | Ripon              | Historisches achteckiges Haus                                                                |
| 44    | Zion Congregational Church                              | Zion Congregational Church                              | 2006 ID-Nr. 05001579 | N4042 Amity Road 43° 41′ 28″ N, 88° 47′ 45″ W | Town of Alto       | 1858 errichtetes Kirchengebäude                                                              |